# Дерек Елерман
Дерек Елерман (енгл. Derek Ellerman; 27. јун 1978) је амерички социјални предузетник, суоснивач непрофитне организације „Поларис” са седиштем у Вашингтону која се бори против трговине људима и модерног ропства и коиздавач интерсекционалне феминистичке веб странице Everyday Feminism.

## Биографија
Рођен је 27. јуна 1978. Дипломирао је когнитивну неуронауку на Универзитету Браун. Године 2004. је изабран као стипендиста непрофитне организације Ashoka. У току студија је основао организацију, чији је био извршни директор, Center for Police and Community која се бавила проблемима недоличног понашања полиције у Провиденсу. Подржавао је појединачне жртве полицијског злостављања и залагао се за стварање првог цивилног одбора за провођење закона у Роуд Ајленду.
Године 2002, током своје последње године студија, заједно са Кетрин Чон је основао „Поларис” након што је прочитао чланак у локалним новинама о лажном послу са масажама, чији су услови били блиски ропству. Организација се налази у Сједињеним Америчким Државама, залагаже се за борбу против свих облика трговине људима, истовремено пружајући програме и услуге за помоћ свим жртвама широм земље.